# Peng Tee Khaw
Peng Tee Khaw (...) è un medico e chirurgo britannico.
È considerato uno dei massimi esperti a livello mondiale nella cura del glaucoma e attualmente esercita come oculista specialista presso il Moorfields Eye Hospital di Londra. Insegna allo University College London.

## Carriera
Khaw ha studiato medicina alla Southampton University Medical School, laureandosi nel 1980. È successivamente entrato al Moorfields nel 1987 e si è specializzato nel glaucoma infantile dal 1989 al 1994, preparando contemporaneamente il suo  PhD in "ocular wound healing and advanced therapies to prevent scarring". Peng Khaw dispone della più grande esperienza in questo settore nel Regno Unito e ha sviluppato tecniche chirurgiche di trattamento per il glaucoma che sono attualmente utilizzate in tutto il mondo.
Khaw è direttore del National Institute of Health's Biomedical Research Centre presso il Moorfields e del University College London's Institute of Ophthalmology. Ha raccolto più di 100 milioni di sterline per la ricerca e per le strutture sanitarie, inclusa la raccolta fondi per la costruzione del più grande ospedale oculistico pedriatico a livello mondiale, il Children's Eye Hospital a Londra.

### Partecipazioni ad associazioni
- Dottore ad honorem in Scienze (Anglia Ruskin University)
- Membro onorario del College of Optometrists
- Membro della Association for Research in Vision and Ophthalmology
- Membro del Royal College of Pathologists
- Membro del Academy of Medical Sciences
- Membro della Society of Biology
- Membro del Royal College of Physicians
- Membro onorario del Royal College of Surgeons of England
- Membro del Royal College of Ophthalmologists
- Membro del Royal College of Physicians and Surgeons of Glasgow
- Diploma Ophthalmology (Royal College of Surgeons of England)
- Membro del Royal College of Physicians (UK)

### Cariche accademiche e professionali
- Medico chirurgo oculista presso il Moorfields Eye Hospital dal 1993
- Professore di Glaucoma e clinica oculistica al University College London dal 1997
- Direttore del National Institute for Health Biomedical Research Centre dal 2007
- Direttore della Ricerca e Sviluppo dal 2008
- Direttore del Programma "Eyes and Vision Theme" UCL Partners dal 2009

## Premi e riconoscimenti
- Gold Award, Association for Research in Vision and Ophthalmology Health Science Innovator (2014)
- Nominato Senior Investigator (uno dei 200 nel Regno Unito) dal National Institute for Health Research (2008, premiato nuovamente nel 2013)
- Department of Health Platinum Clinical Excellence Award (uno dei 200 nel Regno Unito)
- Knight Bachelor (2013)
- Gold Award, Association for Research in Vision and Ophthalmology Health Science Innovator
- Arthur Lim Gold Medal Lecture, Singapore National Eye Centre (2011)
- The Four Liveries' Medal & Lecture. City of London (2011)
- European Association for Vision and Eye Research Ophthalmic Research Award and Lecture, Greece (2010)
- Nominato “Ambassador” per i contributi alla ricerca sulla vista e la raccolta fondi, Fight for Sight Charity (2008)